# Classificazione della Biblioteca del Congresso
La  Classificazione della Biblioteca del Congresso (Library of Congress Classification, sigla LCC) è uno schema di classificazione bibliografica sviluppato dalla Biblioteca del Congresso, la biblioteca del Congresso degli Stati Uniti d'America. Adottata dall'istituzione nel 1897, oggi è utilizzata da gran parte delle biblioteche degli istituti di ricerca e delle università degli Stati Uniti e da molte biblioteche simili in altri paesi, mentre numerose biblioteche pubbliche di dimensioni medio-grandi continuano a servirsi della Classificazione decimale Dewey (DDC).
La LCC è essenzialmente di natura enumerativa: ogni soggetto è sviluppato in tutte le sue possibili suddivisioni; ciascun termine ha una propria notazione.
I soggetti sono suddivisi in categorie estese contraddistinte con lettere maiuscole (in corsivo la traduzione):
- A - Opere generali (general works)
- B - Filosofia, Psicologia, Religione
- C - Scienze ausiliarie della storia (auxiliary sciences of history)
- D - Storia (generale) e storia dell'Europa
- E - Storia degli Stati Uniti d'America:
- F - Storia dell'America:
  - Storia dei singoli stati che formano gli Stati Uniti (United States local history)
  - America britannica, Colonizzazione olandese, America francofona e America Latina (British, Dutch, French, and Latin America)
- G - Geografia, Antropologia, Tempo libero (Recreation)
- H - Scienze sociali
- J - Scienze politiche
- K - Diritto
- L - Istruzione (education)
- M - Musica ed opere sulla musica
- N - Belle arti (Fine arts)
- P - Lingua e letteratura
- Q - Scienze
- R - Medicina
- S - Agricoltura
- T - Tecnologia
- U - Scienza militare (military science)
- V - Scienza navale (naval science)
- Z - Bibliografia, Scienza bibliotecaria, Fonti d'informazione (generale) (bibliography. library science. information resources (general)